# Exit (gruppo musicale)
Gli Exit sono un gruppo musicale italiano di folk acustico. Il nome, che significa "uscita", indica desiderio di ritagliare dal quotidiano uno spazio creativo. Il gruppo è nato nel 1987 a Lecco e  ha all'attivo tre album.

## Il gruppo

### La formazione
L'attività della band ebbe inizio nel 1987, quando tre amici Marco Maggi, Angelo Losa e Natale Bonasio decisero di dar vita al gruppo ed a loro si unirono: Giusy Calò, Giuliana Biella . Nel febbraio 1990 registrarono e pubblicarono il loro omonimo album d'esordio. In seguito, nell'ottobre del 2000, incisero un secondo album in CD: Incroci acustici. Dopo un breve periodo di inattività, Marco e Angelo decisero di riprendere il percorso. A loro si unirono Osvaldo Corneo e Marco Villa; registrando nell'agosto del 2009 un nuovo album: Logout.

## Componenti

### Formazione originale
- Marco Maggi (chitarra)
- Angelo Losa (chitarra)
- Natale Bonasio (flauto traverso, armonica a bocca)
- Giusy Calò (voce)
- Giuliana Biella (voce)

### Formazione attuale
- Marco Maggi (chitarra)
- Angelo Losa (chitarra)
- Osvaldo Corneo (voce)
- Marco Villa (sassofono)
- Elvis Ghisleni (basso elettrico)

## Discografia

### Album
- Exit (1990) LP, City (C1173)
- Incroci acustici (2000) CD
- Logout (2009) CD, City (776393 00)